# Márton Homonnai
Márton Homonnai (Boedapest, 5 februari 1906 – Buenos Aires, 15 oktober 1969) was een Hongaars waterpolospeler.
Márton Homonnai nam als waterpoloër viermaal deel aan de Olympische Spelen in 1924, 1928, 1932 en 1936. In 1924 speelde hij drie wedstrijden en eindigde op een vijfde plaats. In 1928 speelde hij vier wedstrijden en scoorde twee keer. Hij eindigde op een tweede plaats. In 1932 speelde hij twee wedstrijden en eindigde op de eerste plaats. In 1936 speelde hij zeven wedstrijden en eindigde op de eerste plaats. In totaal veroverde hij twee gouden en een zilveren medaille.
In de competitie kwam Márton Homonnai uit voor Kerületi Vivó Egylet en Magyar Testgyakorlók Köre.
István Barta · 
Tibor Fazekas · 
Lajos Homonnai · 
Márton Homonnai · 
Alajos Keserű · 
Ferenc Keserű · 
József Vértesy · 
János Wenk
István Barta · 
Sándor Ivády · 
Olivér Halassy · 
Márton Homonnai · 
Alajos Keserű · 
Ferenc Keserű · 
József Vértesy
István Barta · 
György Bródy · 
Sándor Ivády · 
Olivér Halassy · 
Márton Homonnai · 
Alajos Keserű · 
Ferenc Keserű · 
János Németh · 
Miklós Sárkány · 
József Vértesy
Jenő Brandi · 
Mihály Bozsi · 
György Bródy · 
Olivér Halassy · 
Kálmán Hazai · 
Márton Homonnai · 
György Kutasi · 
István Molnár · 
János Németh · 
Miklós Sárkány · 
Sándor Tarics